# Viv Richards
Pour les articles homonymes, voir Richards.
Isaac Vivian Alexander Richards dit Viv Richards, est un joueur de cricket antiguais né à Saint John's le 7 mars 1952. International au sein de l'équipe des Indes occidentales, ce batteur dispute 121 test-matchs et 187 ODI entre 1974 et 1991. Il devient capitaine de la sélection à la suite de la retraite de Clive Lloyd, en 1985.
Richards fait partie de l'équipe des Indes occidentales qui remporte les deux premières Coupes du monde, en 1975 et en 1979. Anobli en 1999, Viv Richards est désigné en 2000 comme l'un des cinq meilleurs joueurs du XXe siècle par le Wisden Cricketers' Almanack.

## Biographie
Vivian Richards naît le 7 mars 1952 à Saint John's, sur l'île d'Antigua. Son père, Malcolm, a joué au cricket pour l'équipe de l'île. Les frères de Viv, Donald et Mervyn représentent un temps les îles Leeward.
Il dispute sa première rencontre de first-class cricket avec les îles Leeward contre les îles Windward en 1972, à l'âge de vingt ans, puis dispute la même année son premier match de Shell Shield avec équipe des îles Leeward et Windward. Recruté par le Somerset, en Angleterre, en 1974, il est sélectionné pour la tournée des Indes occidentales dans le sous-continent indien en 1974-1975. Il dispute son premier test-match contre l'Inde. Au cours du deuxième test de la série, il réalise un score de 182 runs, son premier century à ce niveau,. Il participe à la première Coupe du monde de l'histoire, en 1975, remportée par les Indes occidentales.
Il connaît un début de tournée difficile en 1975-1976 en Australie avant de se rattraper avec des scores de 50 et 98. Quelques mois plus tard, il accumule 556 runs en une série de matchs à domicile contre l'Inde, puis, à l'extérieur, 829 contre l'Angleterre, à la moyenne à la batte de 118,42. Ce dernier total inclut des scores de 232 et 291 runs, et est l'un des meilleurs jamais atteint par un joueur en une série de tests. Il manque même un des cinq matchs de la série, remportée trois victoires à zéro. Il marque en tout 1710 runs en test-match cette année-là, dont sept centuries, deux records du monde qui tiendront vingt-neuf ans,,. Il se montre cependant peu performant face au Pakistan, début 1977.
En 1977 toujours, comme nombre de ses coéquipiers au sein de l'équipe des Indes occidentales, il rejoint la World Series Cricket (WSC), une ligue nouvellement créée en Australie par le magnat des médias Kerry Packer, et rejetée par les instances dirigeantes du cricket. Une sélection d'Australie, une sélection des Indes occidentales et une sélection dite du « reste du monde » y participent. Face aux Australiens, les Caribéens remportent deux « tests » non officiels notamment grâce à Richards>. Début 1978, avec le reste du monde face aux Australiens, il accumule encore les runs, réalisant des scores de 119, 177 et 174 runs en trois matchs. Lorsque la WSC se déplace dans les Caraïbes en 1979, Richards ne réalise qu'un total supérieur à cinquante runs. Un accord entre Packer et la fédération australienne met fin à la WSC et Richards, notamment, peut participer à la deuxième coupe du monde, en 1979 en Angleterre. Avec un score de 138 runs au cours de la finale, face aux hôtes, il permet aux Indes occidentales de soulever leur deuxième trophée.

### Vie privée
Viv Richards est marié et a eu deux enfants avec son épouse Miriam : Matara, établie à Toronto[réf. nécessaire] et Mali Richards (en), lui aussi joueur de cricket.
Viv Richards a eu aussi une brève liaison avec l'actrice indienne Neena Gupta, avec qui il a eu une fille née en 1989 et prénommée Masaba.

## Bilan sportif

### Principales équipes
Principales équipes dans lesquelles Viv Richards a évolué au cours de sa carrière :
|                          | Test                  | ODI                   |
| ------------------------ | --------------------- | --------------------- |
| Indes occidentales       | 1974 - 1991           | 1975 - 1991           |
|                          | First-class           | List A                |
| Îles Leeward             | 1971-1972 - 1990-1991 | 1975-1976 - 1990-1991 |
| Îles Leeward et Windward | 1971-1972 - 1980-1981 | 1973-1974             |
| Somerset                 | 1974 - 1986           | 1974 - 1986           |
| Queensland               | 1976-1977             | 1976-1977             |
| Glamorgan                | 1990 - 1993           | 1990 - 1993           |

### Statistiques
- Century le plus rapide de l'histoire en Test cricket : atteint en 56 balles (contre l'Angleterre en 1986)

## Honneurs
- Un des cinq Wisden Cricketers of the Year de l'année 1977
- Un des cinq Wisden Cricketers of the Century (joueurs du XXe siècle) désignés par le Wisden Cricketers' Almanack en 2000. Avec 25 voix sur 100, il arrive en cinquième position de ce vote, derrière Donald Bradman (100 voix), Garfield Sobers (90), Jack Hobbs (30) et Shane Warne (27)[20].
- Membre de l'ICC Cricket Hall of Fame depuis 2009 (membre inaugural)[21].